# Berry Head (Devon)
Berry Head är en udde i Storbritannien.   Den ligger i riksdelen England, i den södra delen av landet, 270 km sydväst om huvudstaden London.
Terrängen inåt land är platt. Havet är nära Berry Head åt nordost.  Närmaste större samhälle är Torquay, 7,4 km norr om Berry Head. 